# Cathédrale Saint-Paul de Londres
Ne doit pas être confondu avec Cathédrale Saint-Paul de London.
Pour les articles homonymes, voir Cathédrale Saint-Paul.
La cathédrale Saint-Paul de Londres est la cathédrale du diocèse de Londres de l'Église d'Angleterre. Elle a été construite après la destruction de l'ancien édifice lors du grand incendie de Londres de 1666. Elle couronne Ludgate Hill, site qui accueillit quatre sanctuaires avant la cathédrale actuelle et se trouve dans la Cité de Londres, cœur historique de la ville devenu aujourd’hui le principal quartier d'affaires londonien. Elle est considérée comme étant le chef-d'œuvre de l'architecte britannique Christopher Wren.
Le doyen de Saint-Paul est le chef du chapitre de la cathédrale Saint-Paul. C'est un dignitaire important de l’Église anglicane.

## Origines de la cathédrale

### Trois premières cathédrales à Londres
La première connue, incorporée à l'enceinte romaine, fut construite en bois, sous le règne d'Æthelbert, roi du Kent qui la dota du manoir de Tillingham dans l’Essex, domaine encore entretenu de nos jours par le doyen et le chapitre. Cette première cathédrale reçoit en l'an 604 la consécration de Mellitus, premier évêque de Londres, par Augustin de Cantorbéry.
Elle est incendiée une première fois, puis rebâtie en pierre entre 676 et 685 par l’évêque Erkenwald, dont le tombeau attira de nombreux pèlerins durant le Moyen Âge. Elle est détruite une deuxième fois par les Vikings au IXe siècle et rebâtie en 962.

### Quatrième cathédrale à Londres

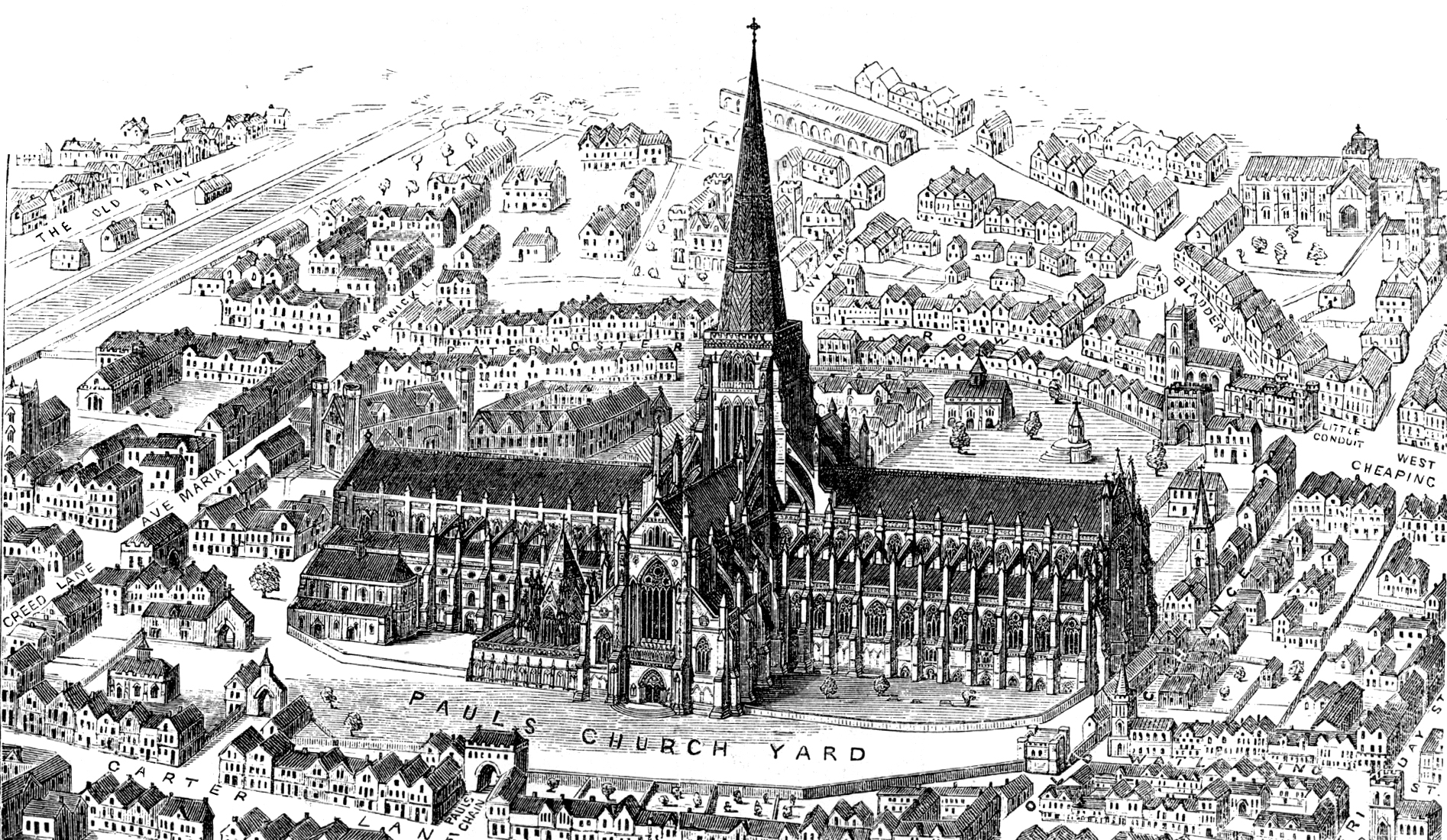
Reconstitution de la cathédrale gothique, avant 1561, avec sa flèche.

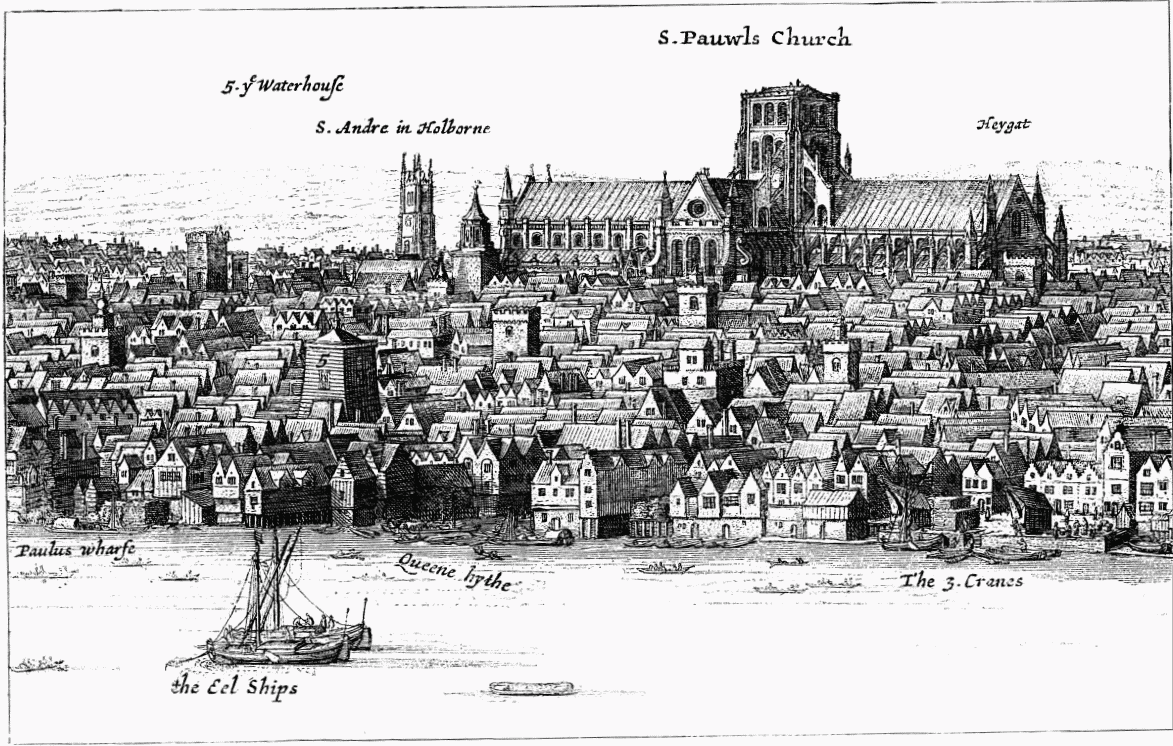
L'ancienne cathédrale Saint-Paul de Londres, après 1561.

L’église saxonne est détruite par le feu une troisième fois en 1087. La construction d'une quatrième cathédrale commence presque aussitôt sous l'égide de Guillaume le Roux, fils de Guillaume le Conquérant et auquel il vient juste de succéder. Maurice, jadis aumônier et chancelier de ce dernier, devenu évêque, en profite pour construire une cathédrale d'une taille jamais envisagée jusque là à Londres. Celle-ci constitue, d'après les témoignages, un joyau de l'architecture normande.
Le « vieux Saint-Paul » (Old St Paul's) tel qu’on nomme ce 4e édifice, était, avec ses 586 pieds (179 m), la troisième cathédrale la plus longue d'Europe et sa flèche culminait à 164 m. Elle se dresse sur un vaste espace entouré de murailles qui suivent Creed Lane et Ave Maria Lane à l'ouest, Paternoster Row au nord, Old Change à l'est et Carter Lane au sud. Cette enceinte est alors percée de six portes.
Selon les premiers plans, la cathédrale devait comporter une nef de douze travées, un transept et un petit chœur absidial, tous construits dans le style des voûtes en berceau (ou voûtes romanes).
La construction du bâtiment fut retardée par un incendie dans le chœur en 1136. Cependant, les dernières phases de la construction de la nef et de l’extrémité ouest furent terminées avant la fin du XIIe siècle. Vers 1220, on commença l’édification de la flèche (terminée en 1315) et on embellit le chœur. La cathédrale terminée, on la consacra en 1240. Au XIIIe siècle, on décida de rebâtir le chœur dans le style gothique, les travaux commencèrent en 1258. Celui-ci fut déplacé de douze travées supplémentaires, impliquant la démolition de l’église paroissiale Sainte-Foy qui se trouvait à l’est de la cathédrale. Les travaux prirent fin en 1314. La flèche fut frappée par la foudre en 1447 et réparée en 1462. Autour de la cathédrale romane, se trouvaient le palais de l’évêque, la résidence du doyen et les habitations des chanoines en résidence. En 1332, un chapitre fut édifié contre le côté méridional du bâtiment par William Ramsey, un des plus éminents architectes de l’époque. On peut toujours apercevoir aujourd’hui, dans les jardins sud, les ruines du cloître du chapitre, ainsi que les fondations de deux contreforts du chapitre lui-même. Mais l’après-midi du 4 juin 1561, cet édifice fut néanmoins détruit lors d'un incendie provoqué par la foudre, lors d’un violent orage. La flèche, la tour centrale qui la supportait et l’ensemble de la toiture furent détruits. La restauration est achevée en 1588 ; la flèche ne fut jamais reconstruite. Charles Ier Stuart en profita pour faire modifier la façade par le grand architecte Inigo Jones qui y plaqua un portique corinthien d'un effet contestable, après des travaux qui durèrent de 1634 à 1643. Parmi les personnalités inhumées dans cette cathédrale, citons Robert III d'Artois en 1342. À cette époque, le quartier à l'est de la cathédrale est occupé par de nombreux bijoutiers et livre en 1912 le trésor de Cheapside, la plus grosse collection connue de bijoux et gemmes des époques élisabéthaine (1558-1603) et jacobéenne (1567-1625).

### Cinquième cathédrale, le présent
À la suite de l'incendie de 1666, la reconstruction d'un édifice tout aussi impressionnant s'imposait donc ; ce sera la cinquième cathédrale bâtie à Londres. Cette tâche fut confiée à Sir Christopher Wren le 30 juillet 1669. Le plan de l'actuelle cathédrale en croix latine fut le troisième projet que Wren présenta au clergé anglican après que celui-ci eut rejeté les deux premiers : d'abord un plan central en croix grecque avec coupole que le roi Charles II avait néanmoins approuvé en 1670, puis un plan en forme d'énorme temple romain.

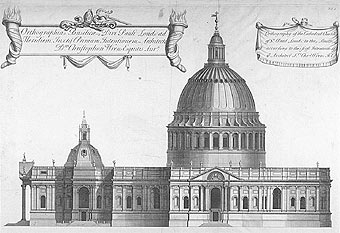
Projet initial en croix grecque.
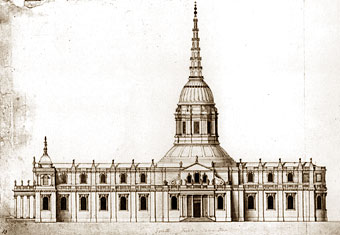
Deuxième projet.
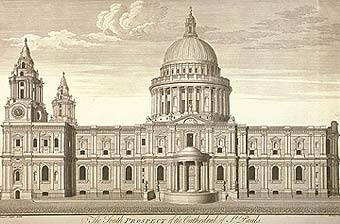
Projet définitif.

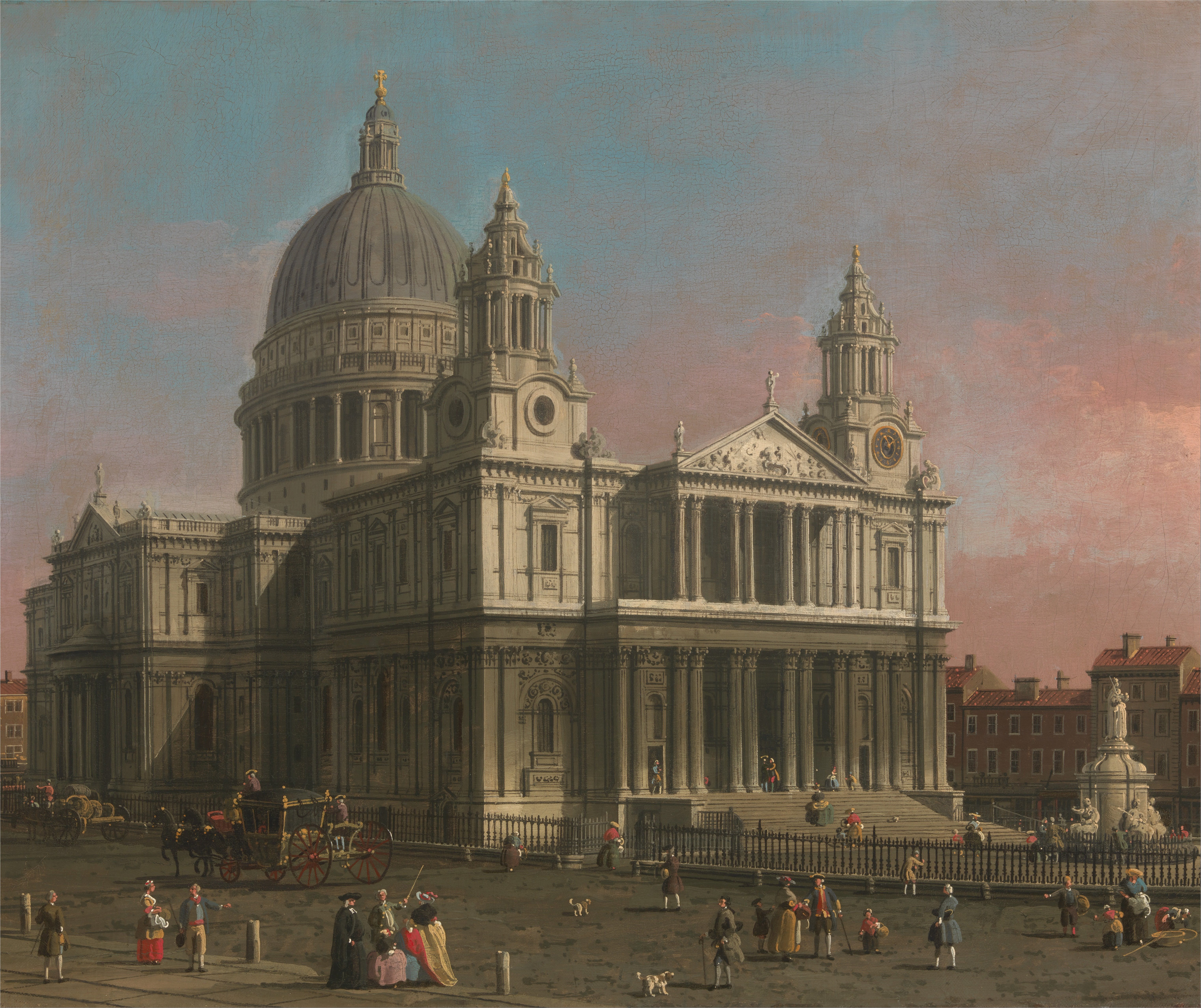
Cathédrale Saint Paul
par Canaletto, vers 1754
Centre d'art britannique de Yale

La première pierre fut posée le 21 juin 1675, le chœur ouvert au public le 2 décembre 1697, la dernière pierre couronna le bâtiment en 1710, trente-cinq ans après le début de sa construction. Wren fut secondé dans sa tâche par son fidèle assistant, l'architecte et mathématicien Robert Hooke, ainsi que par le sculpteur Grinling Gibbons pour les stalles et le fronton sculpté du transept nord, et le ferronnier d'origine française Jean Tijou.
Cet édifice faillit cependant connaître le même sort que ses prédécesseurs. En effet, lors des[Lequel ?] bombardements de Londres en 1940-41 par la Luftwaffe, (le Blitz), la cathédrale Saint-Paul était pour l'aviation allemande un des points névralgiques de la capitale anglaise et, par conséquent, une cible privilégiée pour ces derniers. Mais durant la nuit du 16 au 17 avril 1941, pendant un bombardement majeur effectué par 685 bombardiers en trois vagues, qui dura de 20 h 50 jusqu'à 5 h 18, la cathédrale ne reçut qu'une seule bombe. Cette dernière n'endommagea que superficiellement la toiture du transept Nord grâce à la mobilisation de civils qui se chargèrent d'éteindre le feu causé par la bombe. Elle explosa néanmoins sous la crypte en creusant un cratère d'environ 10 m. Le lendemain matin, alors que la ville suffoquait à cause des événements de la veille, la cathédrale Saint-Paul se dressait, avec sa blancheur immaculée, au-dessus des fumerolles noirâtres qui montaient vers le ciel. C'est en partie à cause de cet événement que la cathédrale est devenue un symbole fort pour les Londoniens. Les visiteurs londoniens purent d'ailleurs visiter les dégâts pour la première fois le lundi de Pentecôte.

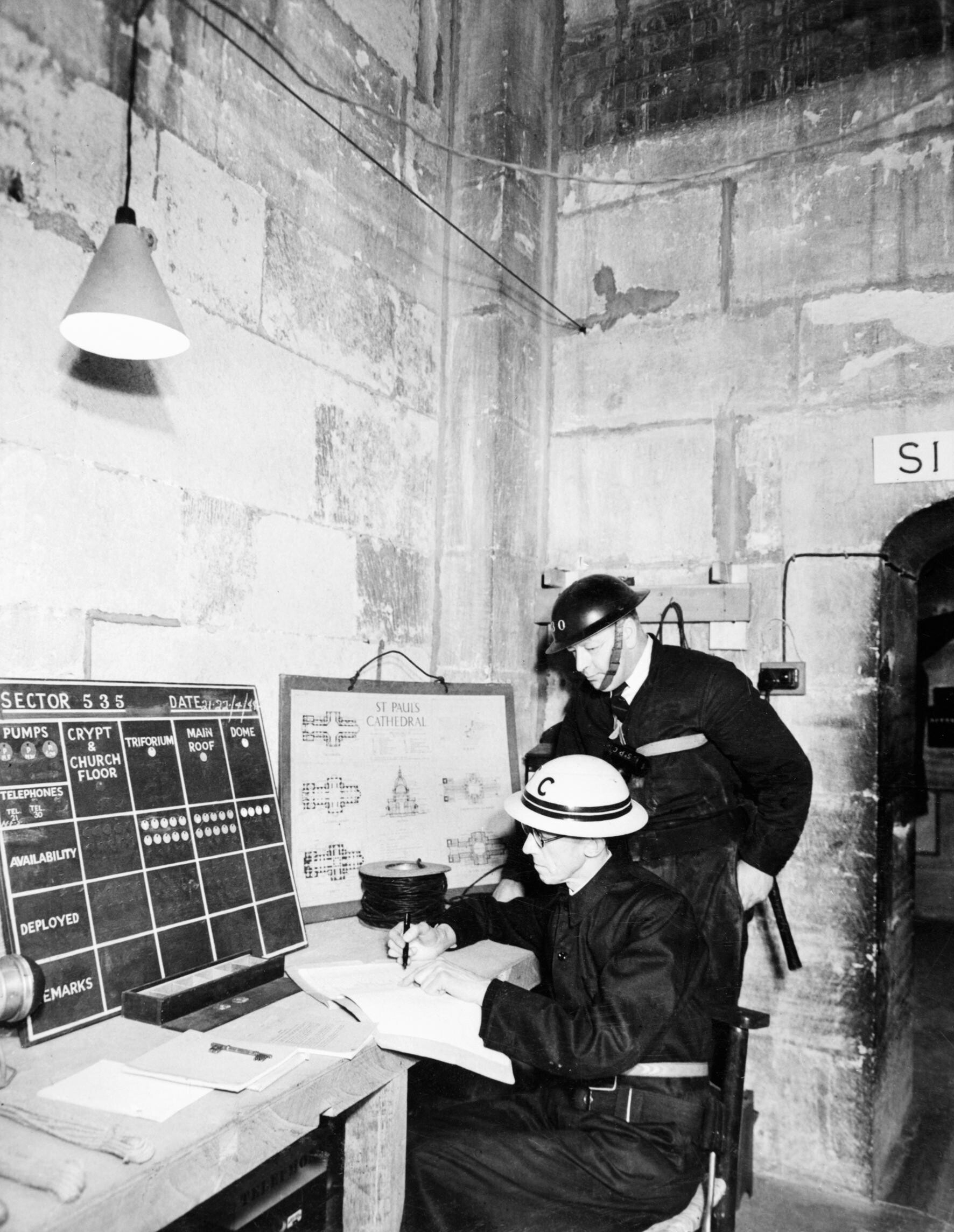
2e guerre mondiale : salle de contrôle des incendies avec guetteurs parant aux éventuels départs d'incendies pendant les attaques aériennes. Au mur, plan détaillé de la cathédrale.
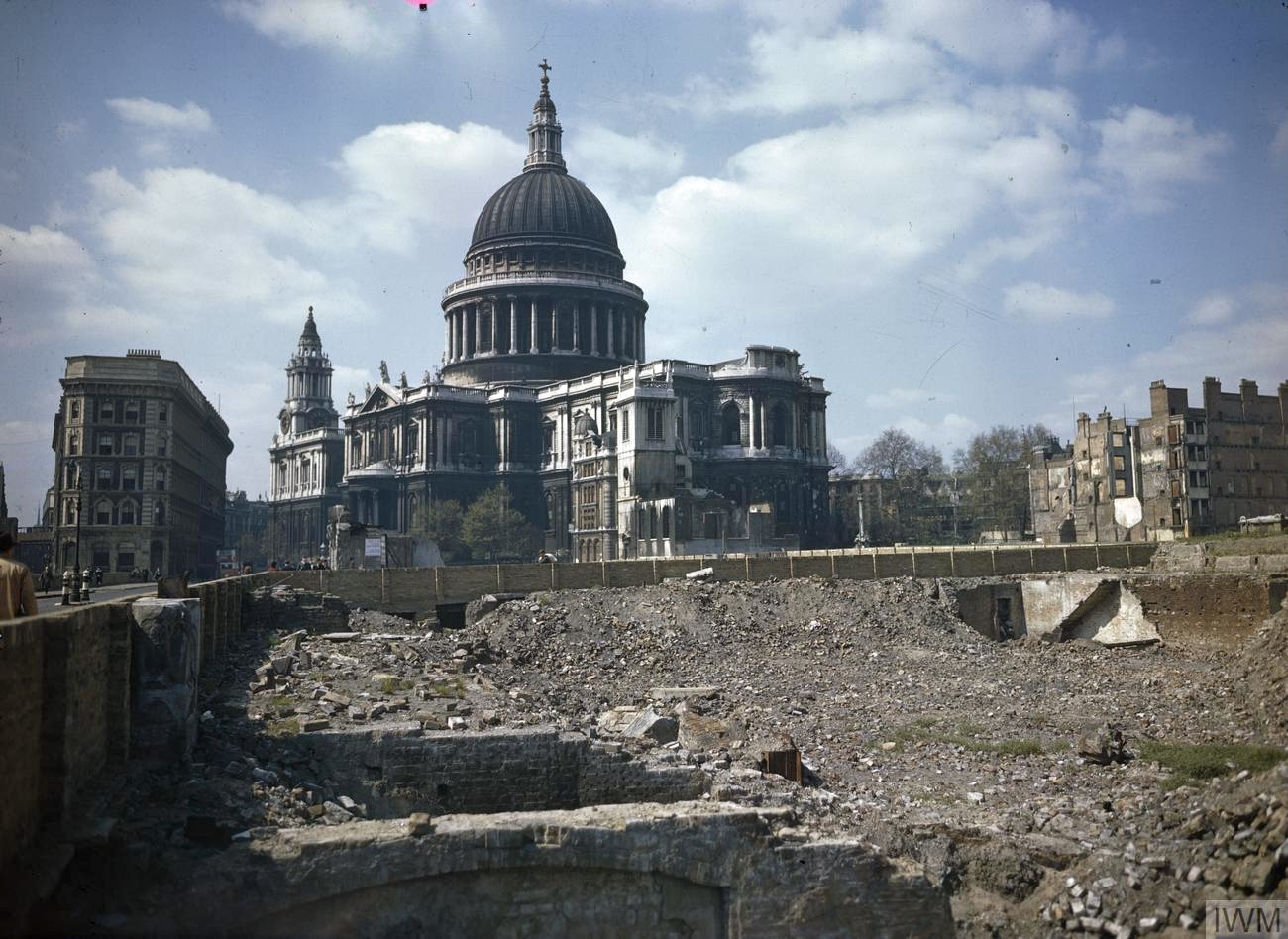
La cathédrale vers la fin de la Seconde Guerre mondiale. Au premier plan, un des secteurs de Londres qui la jouxtent a été totalement détruit.
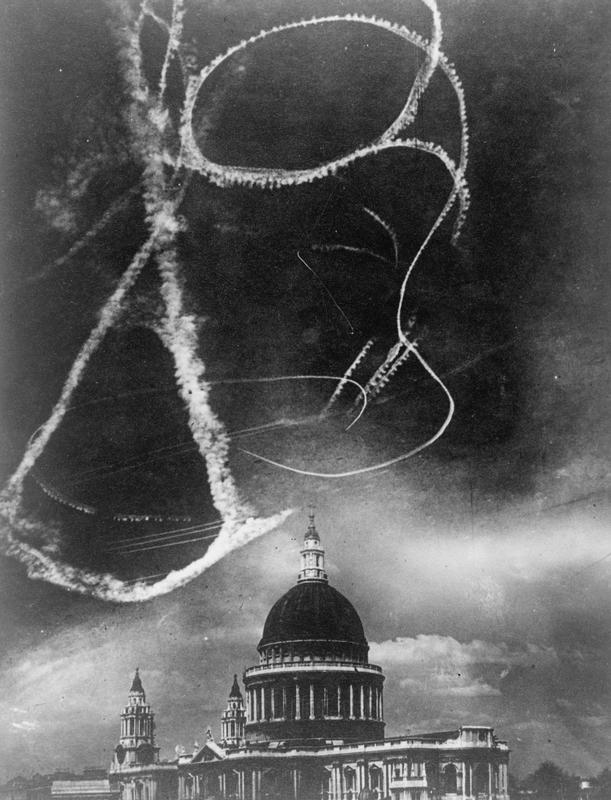
Photo d'époque utilisant pour la propagande de guerre la symbolique du monument comme emblème de la lutte héroïque des britanniques pendant la bataille d'Angleterre. Au-dessus de la cathédrale, des traînées d'avions de combat.

## Description

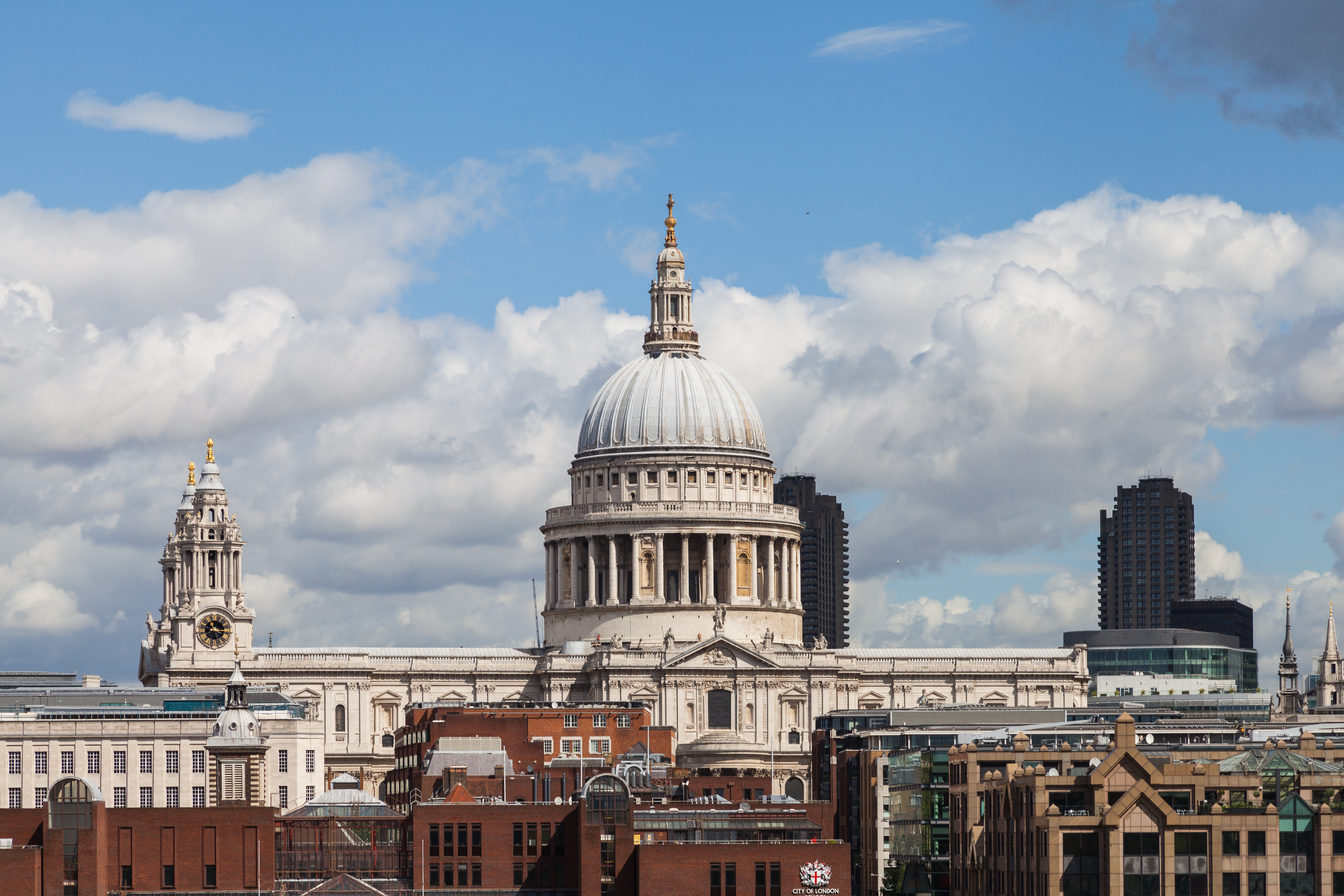
Vue de l'autre côté de la Tamise.

La cathédrale Saint-Paul de Londres est un mélange d'architectures classique et baroque.
Son dôme, d'un poids total de 65 000 tonnes, a été composé avec trois enveloppes imbriquées, et ses clochers conçus pour dominer la cité tout entière. Le sommet du dôme, que l'on atteint en gravissant 528 marches, culmine à 111,3 mètres de hauteur (365 pieds).
L'étude de ce dôme a débuté en 1685. Wren s'est inspiré de la coupole de Michel-Ange, conçue pour la basilique Saint-Pierre de Rome, et aussi de celle de Jules Hardouin-Mansart, conçue pour l'Hôtel des Invalides à Paris.
La coupole intérieure est de forme hémisphérique car si la sphère possède intrinsèquement une belle forme, sa simplicité et sa perfection en font un symbole important pour l'église car représentant la forme du cosmos.

La conception du dôme intermédiaire a été influencée par la théorie de Robert Hooke : la courbe formée par une chaîne de suspension (la « chaînette »), lorsque renversée, donne la forme d'un arc de maçonnerie « parfait », suivant et contenant la ligne de poussée. On trouve une approximation de la « courbe caténaire » (« catenary curve ») dans les croquis de Wren pour la construction de celui-ci. Cette esquisse d'un dôme triple enveloppe (vers 1690), conservée au British Museum, représente un moment clé dans la conception de la cathédrale Saint-Paul. L'inscription de la main de son élève Nicholas Hawksmoor, se trouvant en bas de cette esquisse, est notée comme étant l'œuvre de Christopher Wren.
Bien que les deux architectes aient eu connaissance des propriétés remarquables de cette courbe, ils étaient incapables, à l'époque, d'en trouver une formulation mathématique exacte, qui n'est venue qu'en 1691 avec Jean Bernoulli, Leibniz et Huygens. Pour la construction du dôme intermédiaire, l'esquisse représente une parabole cubique (voir la figure 2 du document en référence, et les trois courbes superposées). Le dôme intermédiaire est formé par le conoïde décrit par la rotation de la demi-parabole cubique y=x3, sur l'axe des ordonnées. Dans la phase suivante, entre 1691 et juin 1694, Christopher Wren introduit, dans ses dessins et croquis, deux cerclages avec des chaînes en fer, afin de contenir les énormes poussées vers l'extérieur du dôme et de la coupole hémisphérique intérieure.
Doté d'une nef gigantesque de 150 mètres de longueur et 36 mètres de largeur, l'intérieur est saisissant avec, en point de mire, l'autel surmonté d'un impressionnant baldaquin. Le transept, très saillant, atteint 76 mètres d'une façade à l'autre.
Au-dessus de l'autel s'élève la coupole, haute de 86 mètres sous voûte, dont la galerie, située à 30 mètres du sol, est appelée « galerie des murmures » (Whispering Gallery) parce qu'un mot chuchoté d'un côté s'entend distinctement au côté opposé, à plus de 34 mètres. Il y a aussi une salle destinée à recevoir les portraits des rois et reines, qui mesure 45 mètres de longueur et 10 mètres de largeur, dont Christopher Wren eut l'idée pour faire honneur à la reine. Avec ses 125 cloches, la cathédrale s'entend de loin. Le dôme n'est pas fait que de simple vitraux, mais contient aussi quelques diamants que la reine avait offerts à Christopher Wren pour rendre hommage à son courage.
Âgé de quarante-trois ans au moment du début des travaux, Wren n'espérait pas voir le bâtiment achevé, mais sa longévité remarquable — il vécut quatre-vingt-onze ans — lui permit de voir son œuvre terminée en 1711, douze ans avant sa mort.
Parmi les tombes situées dans la crypte figurent celles de l'amiral Horatio Nelson, du duc de Wellington, du peintre Edwin Landseer, du compositeur Arthur Sullivan et de Christopher Wren. En 2003, pour le tricentenaire de la mort de Robert Hooke, un mémorial a été érigé à côté de la tombe de « son ami et collègue, Sir Christopher Wren ».

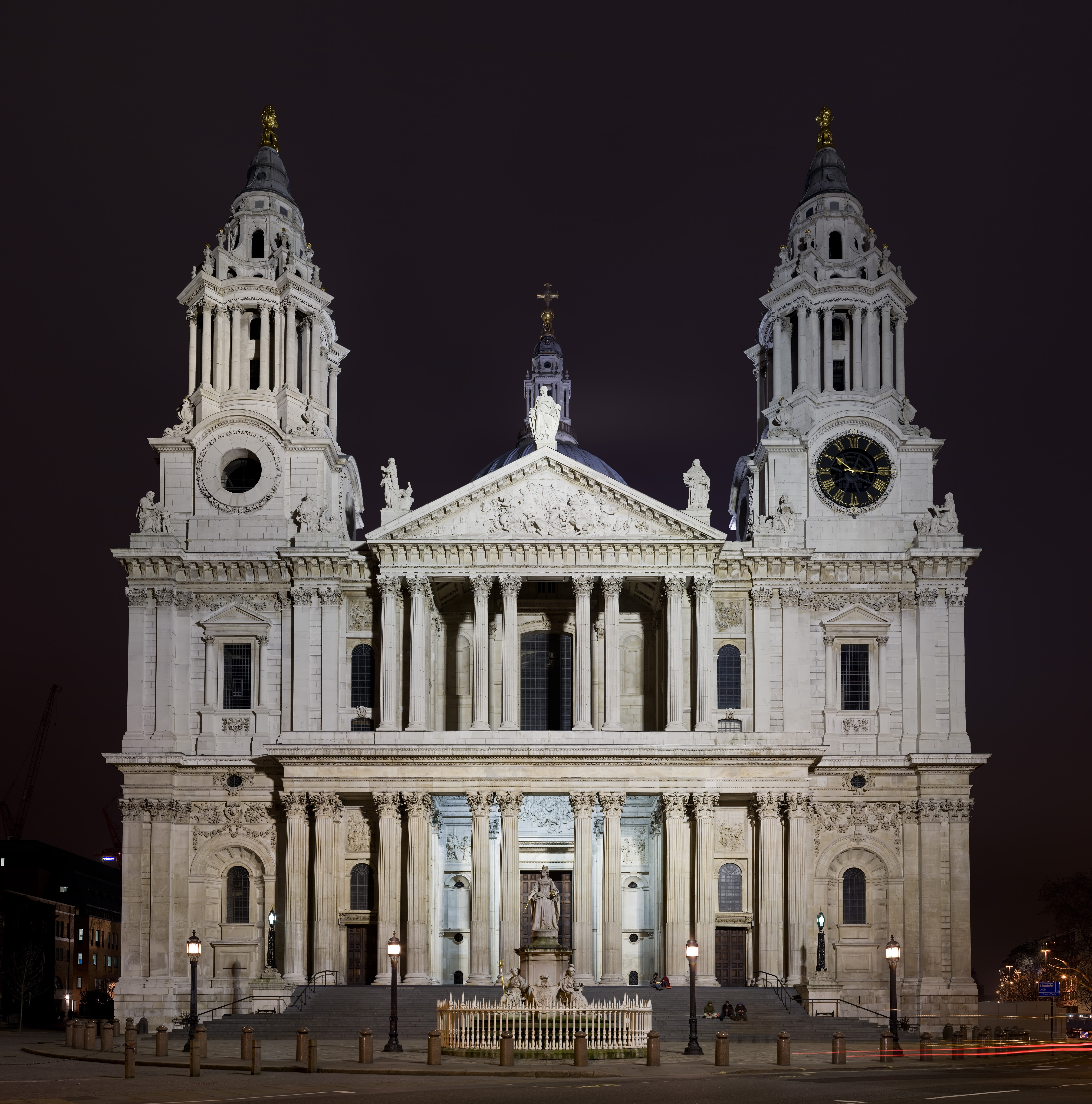
La façade principale côté ouest, avec les deux tours horloges. À noter que la tour gauche n'a pas d'horloge.

Sur le côté ouest de la cathédrale se trouvent les deux tours horloges. Christopher Wren n'a décidé d'ajouter ces structures que comme une idée après coup. Les deux ont des cloches, mais seule la tour sud-ouest comporte une horloge, très similaire celle de Big Ben. La tour nord-ouest a un espace pour une horloge, qui est resté vide.
La tour sud-ouest contient quatre cloches. La plus grande s'appelle « Great Paul », fabriquée en 1881, et était jusqu'à 2012 la plus grande cloche de Grande-Bretagne (16,5 tonnes). Traditionnellement, cette cloche sonnait chaque jour à 1 h, mais elle n'a pas sonné pendant quelques années à cause d'un mécanisme défectueux. Une autre cloche, nommée « Great Tom », sonne à l'heure, et aussi à l'annonce du décès d'un membre de la famille royale britannique, d'un évêque de Londres, ou d'un lord-maire de Londres pendant son mandat. La dernière occasion où cette cloche a sonné pour annoncer un décès fut en 2022, comme partie des funérailles d'État de la reine Élisabeth II.
La tour nord-ouest contient douze cloches, dont l'une, nommée « The Banger », sonne pour les services à huit heures du matin.

## Au cinéma
La silhouette reconnaissable et visible de loin de la cathédrale Saint-Paul sert souvent à situer l'action à Londres.
La cathédrale apparaît notamment dans :
- Mary Poppins, la chanson Nourrir les p'tits oiseaux y a été tournée ;
- Lawrence d'Arabie lors des funérailles de Lawrence ;
- Peter Pan ;
- Harry Potter et le Prisonnier d'Azkaban ;
- Sherlock Holmes ;
- Star Trek Into Darkness ;
- Steamboy ;
- La Chute de Londres ;
- Mission impossible : Fallout ;
- Mortal Engines ;
- Hellboy ;
- Miss Peregrine et les enfants particuliers : Contes des particuliers (livre) ;
- Justice League.